# Harald Holstein (erhvervsmand)
 Der er flere personer med dette navn, se Harald Holstein (ingeniør).
Harald Peter greve Holstein(-Holsteinborg) (født 1945) er en dansk erhvervsmand, bror til Lars Holstein.
Harald Holstein er søn af Jørgen Helge Eggert greve Holstein og Gisela Anna Martha Hanlo og dermed barnebarn af ingeniøren af samme navn. Holstein grundlagde i 1981 i København tøjfirmaet Noa Noa, og året efter indtrådte broderen Lars i firmaet. Brødrene havde i begyndelsen af 1980'erne to forretninger i henholdsvis København og Helsingør, men snart fik de stor succes med at udvide salget af deres afslappede og tilgængelige tøj, og firmaet er i dag en verdensforretning. I 2006 forlod Holstein firmaet.